# HSPA14
HSPA14‏ (Heat shock protein family A (Hsp70) member 14) هوَ بروتين يُشَفر بواسطة جين HSPA14 في الإنسان.